# Lindholmen
Ne doit pas être confondu avec Lindholmen (Austevoll) ou Lindholmen (Bjørnafjorden).
Lindholmen est une île norvégienne du comté de Hordaland appartenant administrativement à Lysekloster.

## Description
Rocheuse et désertique, elle s'étend sur environ 50 m de longueur pour une largeur approximative de 34 m. 